# Auvillars-sur-Saône
Auvillars-sur-Saône ist eine französische Gemeinde mit 339 Einwohnern (Stand: 1. Januar 2022) im Département Côte-d’Or in der Region Bourgogne-Franche-Comté. Sie gehört zum Kanton Brazey-en-Plaine und zum Arrondissement Beaune.
Nachbargemeinden sind Broin im Norden, Bonnencontre im Nordosten, Lechâtelet im Osten, Glanon im Süden und Bagnot im Westen.

## Bevölkerungsentwicklung
| Jahr                       | 1962 | 1968 | 1975 | 1982 | 1990 | 1999 | 2008 | 2015 |
| -------------------------- | ---- | ---- | ---- | ---- | ---- | ---- | ---- | ---- |
| Einwohner                  | 211  | 201  | 174  | 180  | 215  | 212  | 292  | 338  |
| Quellen: Cassini und INSEE |      |      |      |      |      |      |      |      |

## Sehenswürdigkeiten

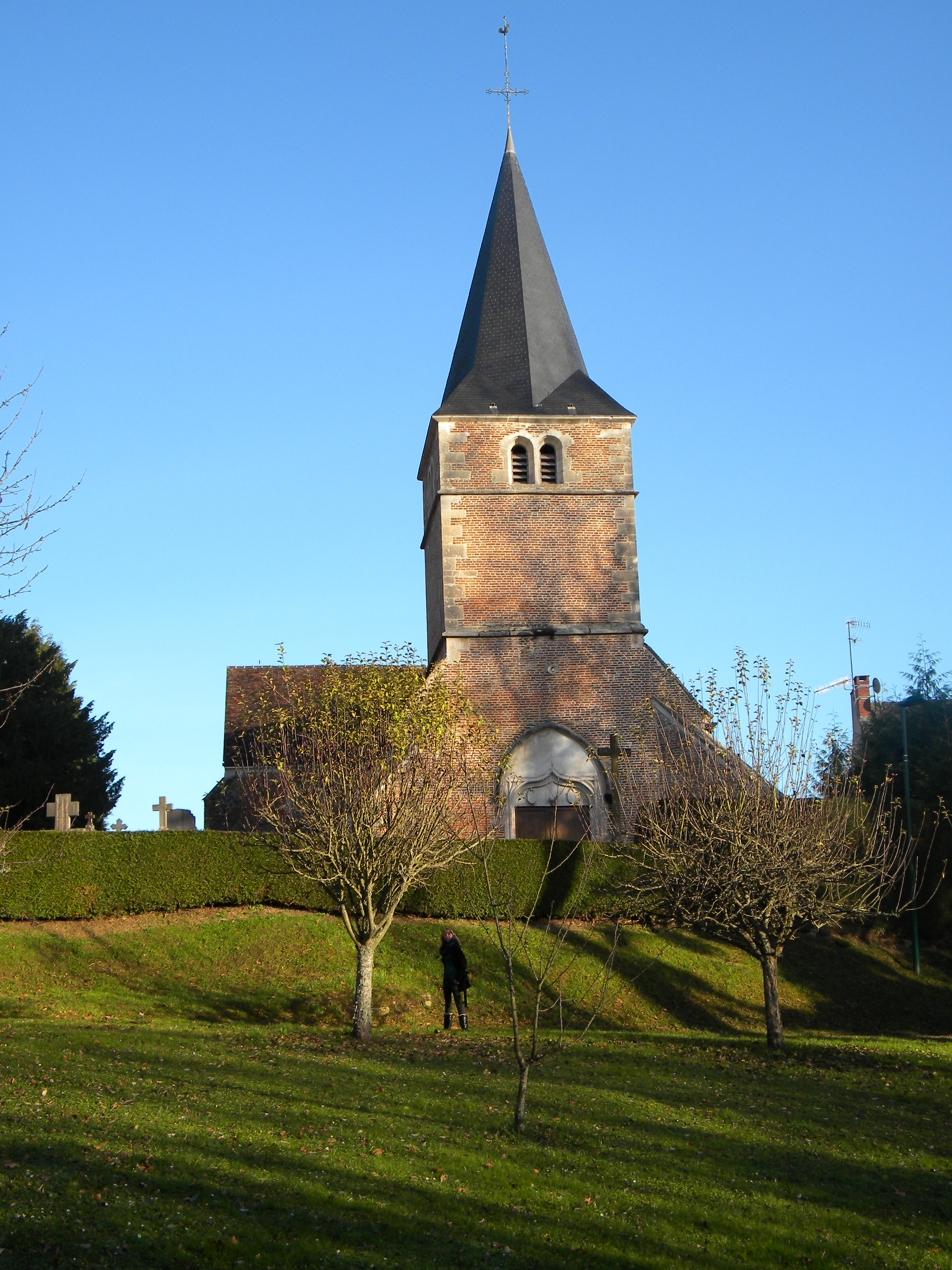
Kirche Sainte-Madeleine

- Kirche Sainte-Madeleine, Monument historique seit 1912